# Kypello Ellados 1968-1969
La Coppa di Grecia 1968-1969 è stata la 27ª edizione del torneo. La competizione è terminata il 28 giugno 1969. Il Panathīnaïkos ha vinto il trofeo per la quinta volta, battendo in finale l'Olympiacos.

## Primo turno
| Squadra 1                  | Risultato   | Squadra 2           |
| -------------------------- | ----------- | ------------------- |
| Egaleo                     | 3 – 0       | Ethnikos Asteras    |
| Fostiras                   | 4 – 0       | Īlisiakos           |
| Asteras Zografou           | 3 – 2       | Athinaïs            |
| Panelefsiniakos            | 2 – 0       | Vyzas               |
| Atromitos Pireo            | 1 – 1 (dts) | Aias Salamina       |
| Kalamata                   | 3 – 0       | Olympiakos Loutraki |
| OFI Creta                  | 4 – 1       | Ergotelīs           |
| Lamia                      | 2 – 1       | Thiva               |
| Kerkyra                    | 4 – 1       | PAS Giannina        |
| Olympiakos Volos           | 5 – 1       | Karditsa            |
| Pierikos                   | 3 – 3 (dts) | GAS Veria           |
| Olympiakos Kozani          | 1 – 0       | Kastoria            |
| Alexandroupoli             | 1 – 0 (dts) | Kavala              |
| Megas Alexandros Salonicco | 3 – 2       | Finikas Polichni    |
| Makedonikos                | 1 – 1 (dts) | Achille Triandrìa   |
| Panaitōlikos               | ?–?         | Trikala             |

Passa automaticamente il turno:
| Squadra         |
| --------------- |
| Panathīnaïkos   |
| Olympiacos      |
| Paniōnios       |
| Ethnikos Pireo  |
| Panachaïkī      |
| Atromītos       |
| Apollōn Smyrnīs |
| PAOK            |
| Aris Ptolemaida |
| Īraklīs         |
| AEL Limassol    |
| AEK Atene       |
| Arīs Salonicco  |
| Chalkis         |
| AO Chania       |
| Panserraïkos    |

## Sedicesimi di finale
| Squadra 1         | Risultato | Squadra 2                  |
| ----------------- | --------- | -------------------------- |
| Kalamata          | 0 – 2     | Ethnikos Pireo             |
| OFI Creta         | 3 – 1     | Apollōn Smyrnīs            |
| Panaitōlikos      | 4 – 0     | Aias Salamina              |
| Panathīnaïkos     | 3 – 0     | Asteras Zografou           |
| Panachaïkī        | 2 – 0     | Chalkis                    |
| AEK Atene         | 5 – 0     | Lamia                      |
| Kerkyra           | 0 – 2     | Paniōnios                  |
| Panelefsiniakos   | 1 – 0     | AO Chania                  |
| Olympiacos        | 4 – 1     | Fostiras                   |
| AEL Limassol      | 4 – 2     | Atromītos                  |
| Pierikos          | 3 – 1     | Egaleo                     |
| Olympiakos Volos  | 3 – 0     | Panserraïkos               |
| PAOK              | 6 – 0     | Megas Alexandros Salonicco |
| Makedonikos       | 4 – 0     | Aris Ptolemaida            |
| Alexandroupoli    | 0 – 1     | Īraklīs                    |
| Olympiakos Kozani | 1 – 2     | Arīs Salonicco             |

## Ottavi di finale
| Squadra 1      | Risultato    | Squadra 2        |
| -------------- | ------------ | ---------------- |
| Makedonikos    | 5 – 1        | Olympiakos Volos |
| Panaitōlikos   | 2 – 3 (dts)  | PAOK             |
| Paniōnios      | 3 – 1        | AEL Limassol     |
| Īraklīs        | 2 – 3        | Olympiacos       |
| Panathīnaïkos  | 4 – 2        | Panelefsiniakos  |
| Panachaïkī     | 4 – 2        | AEK Atene        |
| OFI Creta      | 2 – 1        | Arīs Salonicco   |
| Ethnikos Pireo | 2 – 0 a tav. | Pierikos         |

## Quarti di finale
| Squadra 1      | Risultato   | Squadra 2  |
| -------------- | ----------- | ---------- |
| Olympiacos     | 4 – 1       | OFI Creta  |
| Makedonikos    | 1 – 3 (dts) | Paniōnios  |
| Panathīnaïkos  | 5 – 1       | Panachaïkī |
| Ethnikos Pireo | 5 – 4 (dts) | PAOK       |

## Semifinali
| Squadra 1     | Risultato   | Squadra 2      |
| ------------- | ----------- | -------------- |
| Panathīnaïkos | 1 – 0       | Paniōnios      |
| Olympiacos    | 4 – 3 (dts) | Ethnikos Pireo |

## Finale
| Arbitro: | Christos Michas (Atene) |

|             |           |             |
| Domazos 56’ | Marcatori | 49’ Sideris |